# Severozápadní bašta
Severozápadní bašta čili Prachárna (slovensky Severozápadná bašta nebo Pracháreň) je jedna ze šesti obranných bašt středověkého opevnění, které se dochovaly v Levoči v historickém regionu Spiš na Slovensku. Jedná se o největší z dochovaných levočských bašt. Severozápadní bašta je chráněna jako národní kulturní památka Slovenské republiky.

## Poloha
Severozápadní bašta v severozápadní části bývalých levočských hradeb se nachází v dnešní Baštové ulici. Střežila bývalou silnici vedoucí směrem na Kežmarok a dále do Polska. V minulosti byla známa pod názvy Gross Sharfeck (Velký ostroh), Duplicata (Dvojitá věž), Tuchmacher Turm (Věž pláteníků) nebo Pferde Mühle (Koňský mlýn).

## Historie
Severozápadní bašta je gotického původu a pochází z první poloviny 15. století. Byla postavena pravděpodobně v letech 1436–1437 jako vnější rozšíření starší městské hradby ze 13. století. Vyčnívala mimo linii obranné zdi, přesahovala příkop a vnější ohradní zeď. Byla postavena z kamene (s pozdějšími přístavbami z cihel) na obdélníkovém půdorysu o stranách cca 16 × 10,5 metru, se zkosenými vnějšími rohy podepřenými nízkými opěráky, nyní omítnutými. Bašta je třípodlažní budova s jednoprostorovou dispozicí, jednotlivá podlaží měla dřevěné stropy se silnými dřevěnými trámy, podepřenými v suterénu a v přízemí čtyřmi sloupy. Zastřešena byla strmou sedlovou střechou s vysokými opěráky ve štítech, původně patrně krytými šindelem, nyní taškami.
Tloušťka zdí ve spodním patře dosahuje 1,5 až 2,5 metru. V letech 1599–1616 byl do budovy vestavěn mlýn poháněný žentourem (koňský mlýn). Poté, co bašta ztratila svůj obranný význam, sloužila jako zbrojnice a sklad střelného prachu. Poté byla v péči cechů soukeníků, cínařů, koželuhů, vyšívačů, perníkářů, knihařů a malířů. Původní střílny byly časem rozšířeny a vytvořily malá okénka. Přestavěna byla v letech 1852 až 1853, poté v 70. letech 20. století.

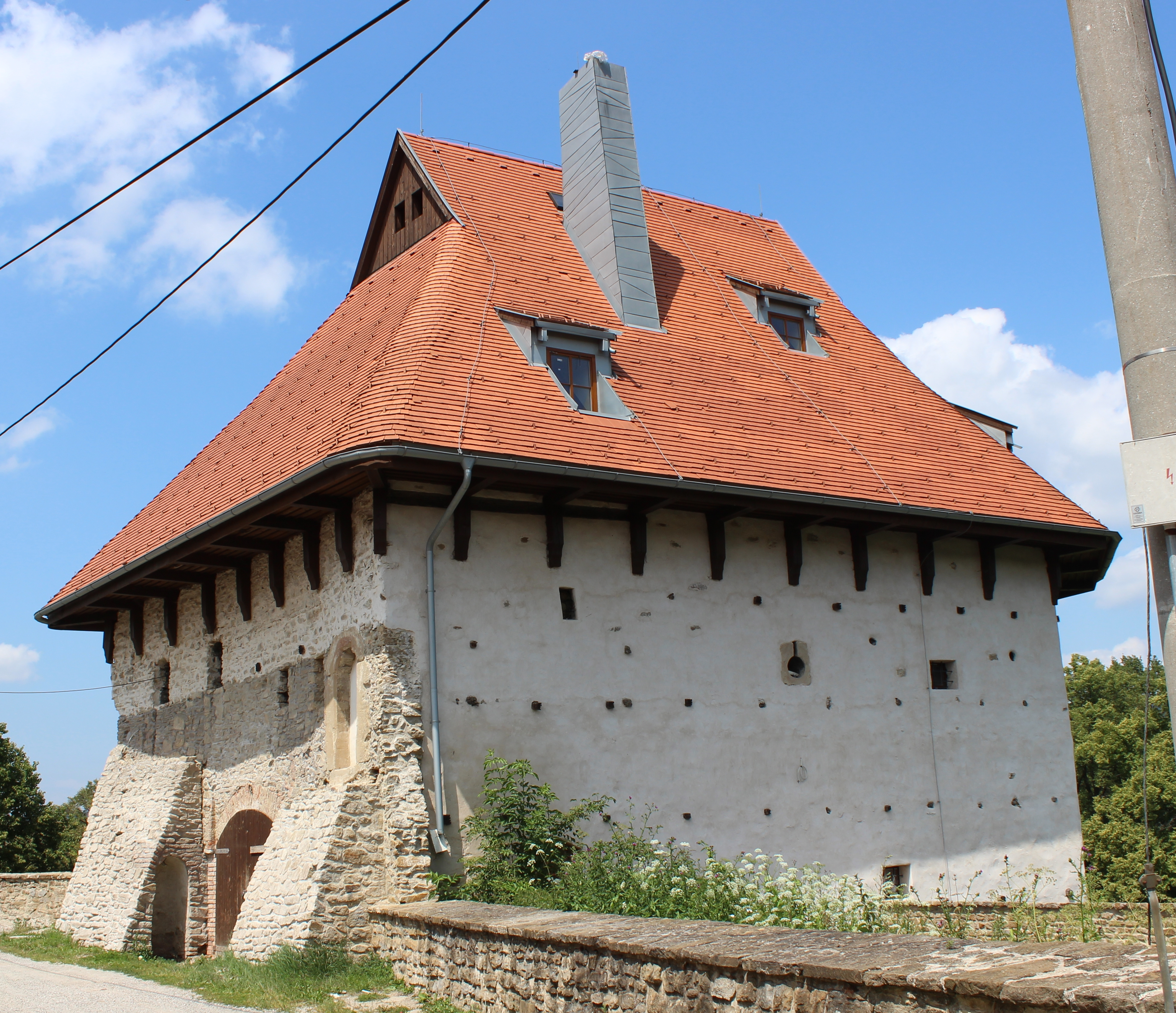
Severozápadní bašta v Levoči

Po požáru v roce 1984, při němž utrpěla značnou škodu střecha a dřevěné stropy, bašta rychle zchátrala. Po odkoupení soukromými investory prošla v letech 2007–2014 rekonstrukcí a přestavbou interiéru. Pod jménem Pracháreň v ní působí restaurace, vinárna a malý hotel. V roce 2014 získala slovenskou cenu Fénix jako památka roku.